# ホデリ
火照命（ほでりのみこと）は、『古事記』で瓊瓊杵尊と木花開耶姫の第一子として登場する日本神話の神。「海幸彦」として知られる。

## 概要
瓊瓊杵尊と木花開耶姫の子は、海幸彦と山幸彦の物語につながっていくが、『古事記』と『日本書紀』ではこれらの子の名前や兄弟としての組み合わせに違いがある。
『古事記』では、瓊瓊杵尊と木花開耶姫の子は、第一子が火照命（ホデリ＝海幸彦）、第二子が火須勢理命（ホスセリ）、第三子が火遠理命（ホオリ＝山幸彦、もしくは日子穂穂手見命）である。
『日本書紀』の本文では、瓊瓊杵尊と木花開耶姫の子は、第一子が火闌降命（ホスソリ＝海幸彦）、第二子が彦火火出見尊（ヒコホホデミ＝山幸彦）、第三子が火明命（ホアカリ）となっている。一書では海幸彦が火酢芹命（ホスセリ）、山幸彦が彦火火出見尊（もしくは火折尊）である。
また『日本書紀』によれば、海幸彦である火闌降命は隼人の祖である阿多君とされる。
天孫降臨の段において、木花開耶姫が一夜で身籠ったために、瓊瓊杵尊に国津神の子ではないかと疑われる。その疑いを晴らすために火中で生んだ三神の第一子であり、火が盛んに燃え立つときに生まれたので火照命（ほでりのみこと）と名附けられた。

## 神話での記述
兄の海幸彦（火照命）は、海で魚などを猟って暮していた。ある日、山で狩りなどをして暮らしていた弟の山幸彦（火遠理命）が互いの道具の交換しようと提案した。海幸彦は三度断ったが、少しの間だけ交換することにした。しかし山幸彦はその釣針を海の中になくしてしまい、海幸彦はそれを決して許さなかった。その後、海神から復讐の方法と呪具を与えられて帰ってきた山幸彦によって海幸彦は苦しめられ、最終的に服従した。
此等は、隼人または熊襲の平定と服従を元に説く神話であるとされる。

## 神名
ホデリの「ホ」は「火」で、「火照」で、火が赤く照り輝くことを意味する。「スセリ」は「進む」という意味で、「ホスセリ」は「燃焼が進む」という意味となる。